# ロックンロールが最高さ
「ロックンロールが最高さ」 (It's Still Rock and Roll to Me) は、アメリカのシンガーソングライターであるビリー・ジョエルが1980年に発表したアルバム『グラス・ハウス』に収録された楽曲である。シングルとしてリリースされ、全米シングルチャートで1980年7月19日から2週間1位を記録した。

## 解説
この曲は、1980年代初期にファンクやパンク、ニュー・ウェイヴなどの新しい音楽に転換していく音楽業界への批判と、古きよきロックンロールへの愛を歌っている内容で、ビリーはこの曲はメディアに対する攻撃だと語っている。ミュージック・ビデオでは、ニュー・ウェイヴやファンク、パンクの要素を入れ混ぜたビリーを表す内容となっている。シングルはアメリカレコード協会にプラチナ・レコードに認定された。

## チャート・ポジション
| Chart (1980)                                              | Peak position |
| --------------------------------------------------------- | ------------- |
| イギリス（UK Singles Chart）                              | 14            |
| アメリカ合衆国（Billboard Hot 100）                       | 1             |
| アメリカ合衆国（Billboard Hot Adult Contemporary Tracks） | 45            |